# 炎の島
『ドラムズ・オン・ファイアー・マウンテン』（Drums on Fire Mountain）は、1984年に出版された、ダンジョンズ&ドラゴンズ・ファンタジー・ロールプレイングゲームのエキスパート・ルール用のモジュールである。
1989年には『炎の島』（ほのおのしま）というタイトルで日本語版が出版された。

## プロット概要
Drums on Fire Mountainは、密林の島と火山の下に巡らされた古代の坑道を描いたシナリオである。
このシナリオは、大きな帝国の南東方に位置する、地理的に孤立し、他の勢力には関係していない火山島で起こる。プレイヤーキャラクターは、海運商人ギルドのマスターから最大限の状況説明を受け、「豚」の神を崇拝している、緑色の肌をした邪悪な半人の部族に立ち向かうために出発する。

## 出版履歴
X8 Drums on Fire Mountainは、TSRによって1984年に32ページの小冊子と外装カバーの体裁で出版され、執筆はグレイム・モリスとトム・カービイ、アートワークはブライアン・ウィリアムズであった。モジュールは本文イラストと地図作成にポール・ルイスを起用していた このシナリオは、エキスパート・ルール用に作成された。
1989年3月、株式会社新和が日本語版を出版した。

## 評判
グラハム・ステープルハーストはDrums on Fire Mountainをホワイトドワーフ誌で論評し、10段階評価で8を与え、「D&Dシナリオの守備範囲の歓迎すべき追加」と呼んだ。ステープルハーストはグレイム・モリスとトム・カービイが、TSR UKのデザイナーであることを（そしてグレイムの名前がカバーの表紙で綴り間違えられているのを）指摘した。彼はこのモジュールが「主にポリネシアの趣を持ち、それに少量のアメリカ先住民とアフリカの含みを与えた」ことがこの設定を「進行中のいかなるキャンペーンに配置するのに申し分ない」と感じた。ステープルハーストは「多くの思慮深い詳細とたくさんの配慮が、社会、歴史、島全体の雰囲気に対して払われていた。多くの刺激的な（そして滑稽でさえある[ママ]）遭遇があり、プレイヤーとDMは同様に、このシナリオが非常に満足のいくものであることを理解すべきだ」と感じた。彼は「知性は、シナリオの理由付けを作り、プレイヤーの手腕と楽しみの釣り合いを取らせるのに使用された。大いにお勧めできる」と述べて論評を終えた。
ローレンス・シックは1991年出版の彼の著書「ヒロイック・ワールズ」で、このシナリオは「魔法を使うデビル=スワインが登場する。君はこいつをどうやって倒す？」と述べている。